# Stenocercus chinchaoensis
Stenocercus chinchaoensis — вид ігуаноподібних ящірок родини Tropiduridae. Ендемік Перу. Описаний у 2013 році.

## Поширення і екологія
Stenocercus chinchaoensis відомі з двох місцевостей, розташованих на східних схилах Перуанських Анд у верхній долині річки Уайяґа в регіоні Уануко. Вони живуть у вологих гірських тропічних лісах, трапляються на плантаціях і пасовищах та поблизу людських поселень. Зустрічаються на висоті від 1700 до 1900 м над рівнем моря.

## Збереження
МСОП класифікує цей вид як вразливий. Stenocercus chinchaoensis може загрожувати знищення природного середовища.